# 유은숙
유은숙(1970년 3월 12일 ~ )은 한국의 여자 성우다. 1994년 MBC 12기 공채 성우로 데뷔했다.

## 출연 작품

### 애니메이션
- 귀여운 쪼꼬미 (MBC)
- 꽃의 천사 메리벨 (MBC)
- 내 꿈은 온에어 (KBS) - 은희 엄마
- 마법사 헌터 (MBC) - 오로라
- 사랑의 큐피드 (MBC)
- 사일런트 뫼비우스 (애니맥스) - 랠리 샤이언
- 은하철도 999 (MBC) - 데리즈
- 이크는 멋쟁이 (MBC)
- 핑크 팬더 (MBC)

### 영화
- 80일간의 세계일주 (MBC) - 팡 장군(막문위)
- 이연걸의 정무문 (MBC)
- 그들만의 리그 (MBC)
- 내 사랑 악마 (MBC)
- 더 퀸 (MBC)
- 디 아워스 (MBC)
- 디 아이 (MBC) - 언니
- 디레일드 (MBC) - 매들린 (수잔 기브니)
- 롱 키스 굿나잇 (MBC)
- 리노의 도박사 (MBC) - 클레멘타인 (귀네스 팰트로)
- 베니와 준 (MBC)
- 베오울프 (MBC) - 그렌델의 엄마 (라일라 로버츠)
- 베토벤 (MBC) - 방송 기자(셰리 페이싱어)
- 석양의 건맨 (MBC) - 토마소의 아내(다이애나 파엔자)
- 스타워즈 에피소드 6: 제다이의 귀환 (MBC) - 몬 모스마(캐롤라인 블랙스톤)
- 스토커 (MBC) - 마야(에린 대니얼스)
- 악마의 4시 (MBC) - 소니아(모키 하나)
- 어니스트 슬램덩크 (MBC)
- 업 클로즈 앤 퍼스널 (MBC)
- 에버 애프터 (MBC)
- 옹박 - 두 번째 미션 (MBC) - 플라 (콩마라이 봉코이)
- 월드 오브 투모로우 (MBC) - 프랭키 쿡 (안젤리나 졸리)
- 일렉션 (MBC) - 조 맷즐러
- 종횡사해 (MBC) - 어린 짐(당가휘)
- 중안조 (MBC) - 홍정방의 애인(오영미)
- 탄생 (MBC) - 로라(앨리슨 엘리엇)
- 판타스틱 소녀 백서 (MBC)
- 패신저 57 (MBC)

### 외화
- CSI 과학수사대 (MBC) - 테리 밀러 (파멜라 기들리)
- CSI 마이애미 (MBC) - 캘리
- 크리스마스 살인 (EBS) - 에디뜨

### 방송
- 순간포착 세상에 이런일이 (SBS)
- 지구촌 크루즈여행 (SBS)
- EBS 문학기행 (EBS)
- PBC 세상에 외치고싶어 (CPBC)

## 같이 보기
- 문화방송 성우극회